# Тарле, Евгений Викторович
Евге́ний Ви́кторович Та́рле (первоначальное имя — Григорий Вигдерович Тарле; 27 октября (8 ноября) 1874, Киев — 5 января 1955, Москва) — русский и советский историк, педагог, академик АН СССР (1927).

## Биография
Родился 27 октября (по старому стилю) 1874 года в Киеве в еврейской семье, был назван Григорием. В семье уже была старшая дочь Лиза (Елисавета, 1872—?). Отец, Вигдер Герцевич (Виктор Григорьевич) Тарле (1843—?), уроженец Херсона, был проскуровским купцом первой гильдии, но занимался в основном воспитанием детей; служил распорядителем магазинчика, принадлежавшего киевской фирме, а управлялась там его жена Розалия Арнольдовна (Рейзя Ароновна) Тарле (в девичестве Горнштейн, 1851—?), родом из Проскурова. Он владел немецким и даже переводил Достоевского. Дед, херсонский купец Герц Гамсеевич (Гешелевич) Тарле, был уроженцем местечка Бар Могилёвского уезда Подольской губернии. Мать происходила из семьи, в истории которой было много знатоков и толкователей Талмуда. Родители заключили брак 10 октября 1869 года в Проскурове. К 1880 году семья жила в Одессе, где 15 декабря этого года родилась младшая дочь Мария (в первом браке Финкельштейн, во втором Тарновская, 1880—1957); отец в это время был причислен к алешковским купцам.
Детство и ранняя юность Тарле прошли в Херсоне, где отец служил коммерческим агентом общества «Волга» и семье принадлежал дом на углу Потёмкинской и Суворовской улиц. В 1892 году окончил Херсонскую гимназию.
В Одессе, в доме старшей сестры он познакомился с известным историком-византинистом профессором (впоследствии академиком) Ф. И. Успенским. По его совету и рекомендации Тарле был принят в Императорский Новороссийский университет. Успенский свёл Тарле с его будущим учителем — профессором киевского университета Св. Владимира Иваном Васильевичем Лучицким и на второй учебный год Тарле перевёлся в Киев, историко-филологический факультет которого окончил в 1896 году. Его дипломное исследование: «Крестьяне в Венгрии до реформы Иосифа II». В феврале 1900 года учёный совет Киевского университета присвоил Тарле звание приват-доцента. С 1898 по 1914 год он регулярно посещал с целью изучения рукописей и других архивных документов архивы Германии и Франции.
В Киеве, в августе 1893 года Тарле крестился по православному обряду в Софийском соборе и был наречён Евгением. Причина принятия православия была романтична: ещё со времён гимназии Тарле любил русскую девушку из дворянской семьи — Лёлю (Ольгу Григорьевну) Михайлову, и чтобы они могли соединиться, он принял православие. Вместе они прожили 60 лет. Их единственный ребёнок, сын Виктор, умер в трёхлетнем возрасте в 1899 году. Своё происхождение Тарле никогда не скрывал. Стала знаменитой его фраза «…я не француз, а еврей, и моя фамилия произносится Та́рле», произнесённая им на первой лекции по новой истории Европы и Северной Америки первому курсу историко-международного факультета МГИМО МИД СССР осенью 1951 года (в это время «В СССР вовсю набирала обороты антисемитская кампания, не за горами было дело „врачей-убийц“, официально, по „пятому пункту“ в анкете, в МГИМО тогда не было ни одного еврея…»).
Как многие студенты Киевского университета того времени (например, Бердяев), он пошел в марксистские кружки социал-демократов. Там Тарле делал доклады, участвовал в дискуссиях, «ходил в народ» — к рабочим киевских заводов; 1 мая 1900 года Тарле был арестован вместе с другими членами кружка на студенческой квартире во время доклада Луначарского о Генрихе Ибсене и выслан под гласный надзор полиции по месту жительства своих родителей в Херсон. Как «политически неблагонадёжному», ему запрещалось преподавать в императорских университетах и в казённых гимназиях. Через год его допустили к защите магистерской диссертации. Его магистерская диссертация об английском утописте Томасе Море (издана в 1901 году) была написана в духе «легального марксизма». В 1902 году на основе диссертации Тарле напечатал в либерально-народническом журнале В. Г. Короленко «Русское богатство» статью «К вопросу о границах исторического предвидения».
В 1903 году после прошений, поддержанных видными профессорами, полиция разрешила Тарле преподавание на почасовой основе приват-доцентом в Петербургском университете. В феврале 1905 года он был арестован вновь за участие в студенческой сходке и снова отстранён от преподавания в университете; 18 октября 1905 года Тарле был ранен конными жандармами на митинге у Технологического института в Петербурге. Митинг был посвящён поддержке царя Николая II и его манифеста о «гражданских свободах» от 17 октября 1905 года. Манифест амнистировал всех неблагонадёжных, и Тарле вернулся в Петербургский университет.
В 1909—1910 годах состоял в качестве «сведущего лица» (выражение Охранного отделения) при социал-демократической фракции в Государственной думе III созыва, занимаясь экономическими и финансовыми вопросами (в момент написания записки «выслан за границу»).
«Круг его общения составляли А. Достоевская и С. Платонов, Н. Кареев и А. Дживелегов, А. Амфитеатров и Ф. Сологуб, П. и В. Щеголевы, В. Короленко и А. Кони, Н. Рерих и И. Грабарь, К. Чуковский и Л. Ф. Пантелеев и многие другие».
В 1911 году защитил докторскую диссертацию на основе двухтомного исследования «Рабочий класс во Франции в эпоху Революции». В 1913—1918 годах он был также профессором университета в Юрьеве. С 1918 года Тарле — один из трёх руководителей Петроградского отделения Центрархива РСФСР. В октябре 1918 года избран ординарным профессором Петроградского университета (а потом Ленинградского), затем стал профессором Московского университета и жил в Москве (до ареста).
Был избран 10 декабря 1921 года членом-корреспондентом Российской академии наук по отделению исторических наук и филологии, а 7 мая 1927 года — действительным членом Академии наук СССР.

### Репрессии
После Февральской революции 1917 года Тарле сразу идёт служить «молодой демократии». Его (как и поэта А. Блока) включают в число членов Чрезвычайной следственной комиссии Временного правительства по преступлениям царского режима. В июне 1917 года Тарле — член Российской официальной делегации на III международной конференции пацифистов и социалистов в Стокгольме.
К Октябрьской революции Тарле относится настороженно. В дни «красного террора» Тарле в 1918 году в либеральном издательстве «Былое» публикует книгу: «Революционный трибунал в эпоху Великой французской революции (воспоминания современников и документы)».
Осенью 1929 — зимой 1931 года ОГПУ по «Академическому делу» академика С. Ф. Платонова была арестована группа известных учёных-историков. Привлекались Ю. В. Готье, В. И. Пичета, С. Б. Веселовский, Е. В. Тарле, Б. А. Романов, Н. В. Измайлов, С. В. Бахрушин, А. И. Андреев, А. И. Бриллиантов и другие, всего 115 человек. ОГПУ обвиняло их в заговоре с целью свержения Советской власти. Тарле в новом Кабинете предназначался, якобы, пост министра иностранных дел. Академия наук СССР исключила арестованных из своего состава.
Е. В. Тарле был также обвинён в принадлежности к «Промпартии». Решением коллегии ОГПУ от 8 августа 1931 года Е. В. Тарле был сослан в Алма-Ату, где провёл около двух лет.

### После ссылки
В конце 1932 года вернулся в Ленинград и был восстановлен в должности профессора ЛГУ. В марте 1935 года начал писать для серии «Жизнь замечательных людей» биографию Наполеона, по заказу, как он сообщил жене, «очень больших шишек».
17 марта 1937 года Президиум ЦИК СССР снял судимость с Е. В. Тарле. Однако 10 июня 1937 года в «Правде» и «Известиях» были опубликованы разгромные рецензии на книгу «Наполеон». В частности, она была названа «ярким образцом вражеской вылазки». Тем не менее уже на следующий день эти газеты опубликовали редакционные опровержения. Е. В. Тарле был прощён, предположительно, по личной инициативе Сталина.
25 апреля 1938 года Политбюро приняло решение о возможности включения Е. Тарле в состав членов Академии наук. 29 сентября 1938 года общее собрание АН СССР восстановило его в правах академика.

### В годы войны
В начале Великой Отечественной войны 1941—1945 гг. Е. В. Тарле находился в эвакуации в Казани, где работал профессором кафедры истории (1941—1943) историко-филологического факультета Казанского государственного университета им. В. И. Ульянова-Ленина (КГУ). Одновременно с педагогической деятельностью в КГУ Евгений Викторович работал над подготовкой монографии «Крымская война» и читал для трудящихся Татарской АССР публичные лекции на историко-патриотические темы.
С. М. Голицын в своих воспоминаниях «Записки беспогонника» пишет 

В газетах я, наконец, прочёл, что Западный фронт прорван, нами оставлены Вязьма, Сычёвка и Ржев, и враг приблизился к дальним подступам Москвы.

И ещё я прочёл подвал — статью академика Тарле. Услужливый историк, вспоминая 129-ю годовщину нашествия французов, доказывал правильность стратегии Кутузова, решившего Москву оставить, но армию спасти. Статья эта мне очень не понравилась.
Член Чрезвычайной государственной комиссии по расследованию злодеяний немецко-фашистских захватчиков (1942).
Удостоен Сталинской премии (первой степени) 1942 года за коллективный труд «История дипломатии», т. I, опубликованный в 1941 году. Почётный доктор университетов в Брно, Праге, Осло, Алжире, Сорбонне, член-корреспондент Британской академии (1944), действительный член Норвежской академии наук и филадельфийской Американской академии политических и социальных наук.

### После войны
В 1945 году журнал ЦК ВКП(б) «Большевик» подверг критике его труд «Крымская война». Автор статьи, обозначенный как «Яковлев Н.», писал, в частности: «Многие положения и выводы академика Тарле вызывают серьёзные возражения. Некоторые важные вопросы, касающиеся сущности и последствий Крымской войны, обойдены им или решаются неправильно. <…> он даёт неправильную оценку исхода войны, считая, что царская Россия в Крымской войне, по существу, не потерпела поражения». Лондонский академический журнал «The Slavonic and East European Review» опубликовал обзор книги «Крымская война» за авторством профессора колледжа Олл Соулз Б. Самнера, в котором говорится о том, что это «самый важный вклад в исследование истории Крымской войны, сделанный русским историком после публикации в 1912 году трудов Зайончковского». Впоследствии мнение Тарле о том, что поражение России являлось дипломатическим, а не военным (и что Россия имела все шансы победить в войне на истощение), было поддержано А. И. Фурсовым.
Умер учёный 5 января 1955 года. Похоронен на Новодевичьем кладбище в Москве.

## Адреса проживания
Адреса в Санкт-Петербурге / Петрограде / Ленинграде:
- 1903—1905 — Загородный пр., 64 — Подольская ул., 2;[37]
- 1905—1906 — Загородный пр., 32;[38]
- 1906—1907 — Чехова ул., 3;[39]
- 1907—1909 — 9-я линия В.О., д. 22 (Дом Степана Петрова);[40]
- 1909—1913 — Загородный пр., 58 — Можайская ул., 1;[41]
- 1915—1922 — Садовая ул., 129;[42]
- 1923—1930, 1933—1941, 1945—1955 — Дворцовая наб., 30[43].

## Память
- На доме по адресу Ленинград, Дворцовая набережная, 30, в 1970 году открыта мемориальная доска (скульптор Р. В. Мелик-Акопян, архитектор В. С. Васильковский)[44].
- В Херсоне есть улица Академика Тарле.
- Российская академия наук с 1991 года присуждает Премию имени Е. В. Тарле за выдающиеся научные работы в области всемирной истории и современного развития международных отношений.
- Премия Правительства Санкт-Петербурга за выдающиеся научные результаты в области науки и техники: в номинации исторические науки — Премия имени Е. В. Тарле.

## Научная и литературная деятельность
Тарле, ещё до революции занявший ведущие позиции в российской исторической науке, позднее был одним из авторитетнейших историков СССР. В 1920-е годы Тарле, С. Ф. Платонов и А. Е. Пресняков начали создавать свою «Историческую библиотеку: Россия и Запад в прошлом». Участвует в 1923 году в международном историческом конгрессе в Брюсселе и в 1928 году в конгрессе в Осло. В 1927 году издал свой курс «Европа в эпоху империализма, 1871—1919 гг.», вызвавший большое раздражение у официальных марксистов. Он играл большую роль в сотрудничестве советских и французских историков, что весьма ценится последними. В 1926 году при активном участии Тарле в Париже был создан первый научный комитет по связям с учёными СССР, в который вошли такие мировые светила, как П. Ланжевен, А. Матьез, А. Мазон и другие крупные французские ученые.
Наибольшую известность приобрела его книга «Наполеон», написанная в популяризаторском стиле. Написанная с блестящим литературным талантом, она остаётся до сих пор одной из наиболее популярных работ о Наполеоне. О. Кен в своём критическом анализе так характеризует образ Наполеона у Тарле: «Требования, которые Тарле предъявил к фигуре Наполеона при создании литературного героя, привели к художественной архаизации, полусознательной стилизации повествования под героический эпос».
Большое значение в исторической науке имеют работы Тарле «Европа в эпоху империализма», «Нашествие Наполеона на Россию», «Крымская война». Работам Тарле свойственна некоторая вольность в отношении к историческим фактам, допускаемая ради живого, захватывающего стиля изложения, представляющего Тарле в ряде работ скорее как исторического писателя, нежели историка. Строго исторические работы не лишены неизбежных для научных работ сталинского периода идеологических искажений, но тем не менее остаются блестящими памятниками исторической мысли, вполне сохранившими своё значение для науки.
В 1942 году вышла его работа «Гитлеровщина и наполеоновская эпоха», написанная в публицистическом жанре; книга восхваляла Наполеона как великого преобразователя и давала уничижительную характеристику Адольфу Гитлеру, доказывала «карикатурность серьёзных сравнений ничтожного пигмея с гигантом». Книга заканчивалась утверждением: «И можно смело сказать, за всю свою великую историю никогда, даже не исключая и 1812 года, русский народ до такой степени не являлся спасителем Европы, как в настоящее время».
По свидетельству Л. Е. Белозерской, — «из писателей он любил больше всего Достоевского».

## Награды и премии
- три ордена Ленина
- два ордена Трудового Красного Знамени (в том числе 10 июня 1945)
- медали
- Сталинская премия I степени (10 апреля 1942) — за книгу «История дипломатии», т. I, опубликованную в 1941 году
- Сталинская премия I степени (22 марта 1943) — за научный труд «Крымская война», опубликованный в 1942 году
- Сталинская премия I степени (1946) — за научный труд «История дипломатии» тт. II—III

## Публикации работ
- Сочинения в 12 томах. — М., Издательство Академии наук СССР, 1957—1962.
- История Италии в средние века. — СПб., 1901. (скачать , ).
- История Италии в Новое время. — СПб.: Издание Брокгауз-Ефрон, 1901. (скачать )
- Общественные воззрения Томаса Мора — магистерская диссертация[51][Комм 6] (1901).
- К вопросу о границах исторического предвидения // «Русское богатство». — 1902.
- Рабочий класс во Франции в эпоху революции — докторская диссертация (1909—1911).
- Континентальная блокада (1913).
- Экономическая жизнь королевства Италии в царствование Наполеона I (1916).
- Запад и Россия (1918).
- Революционный трибунал в эпоху Великой французской революции (воспоминания современников и документы) — Пг.: Былое, 1918.
- Крестьяне и рабочие во Франции в эпоху Великой революции. — 3-е изд. — Пг.: издание В. С. Клестова, 1919.
- Теодор Шиман. 1847—1921 // «Дела и дни». — 1921. — № 2. — С. 180—198.
- Европа в эпоху империализма, 1871—1919 гг. (1927).
- Наполеон. ЖЗЛ (1936).
- Нашествие Наполеона на Россию (1937). Англ. перевод: Napoleon’s Invasion of Russia, 1812, New York, Oxford University Press, 1942, 1971.
- Жерминаль и прериаль (1937).
- Талейран ЖЗЛ (1939).
- Крымская война : в 2-х т. — М.-Л.: 1941—1944.
- Гитлеровщина и наполеоновская эпоха / АН СССР. — М.—Л., 1942.
- Нахимов. — М.: ЖЗЛ 1944, Воениздат, 1948.
- Чесменский бой и первая русская экспедиция в Архипелаг. 1769—1774 гг. (1945).
- Адмирал Ушаков на Средиземном море (1798—1800 гг.)
- Экспедиция адмирала Д. Н. Сенявина в Средиземное море (1805—1807 гг.) (1954).
- Жерминаль и прериаль — 3-е изд. — М.: изд-во АН СССР, 1957. — 360 с.
- Северная война и шведское нашествие на Россию (1958).
- Статьи и рецензии
- Французская революция и Англия
- Взятие Бастилии
- Создатель бумажных денег.
- Жан-Поль Марат, Друг народа
- Очерки истории колониальной политики западноевропейских государств (1965).
- «Дело Бабёфа. Очерк из истории Франции // Из литературного наследия академика Е. В. Тарле.» М.: Наука, 1981

## Комментарии
1. ↑  Брат отца, доктор медицины Давид-Герман Григорьевич (Герцевич) Тарле (1854[17]—?), был одним из основателей городского общества врачей в Херсоне[18]
2. ↑  В 1902 году ректор Петербургского университета писал: «Если допустить г. Тарле к чтению лекций в Петербургском университете, то университет рискует приобрести в его лице преподавателя, имеющего весьма смутное представление о своем служебном долге…» . Лишь после того, как министром просвещения стал Г. Э. Зенгер, а также при помощи И. В. Лучицкого, осенью 1903 года Тарле стал преподавателем в Петербургском университете[23]
3. ↑  «Евгений Викторович написал книгу „Наполеон“ и ему удалось её каким-то чудом опубликовать. Однажды в его квартиру позвонил правительственный фельдъегерь и передал пакет. В нём содержалась короткая записка Сталина, который одобрял книгу и вместе с тем делал несколько замечаний, что следовало учесть при повторном издании. Между тем, главным для получателя этой записки, как мне говорили, было другое — на конверте рукой Хозяина написано: „Академику Е. В. Тарле“. Учёный якобы немедленно отправился в Президиум АН СССР. Попал на приём к президенту и, показав ему конверт, принес извинения, что он так долго не принимал участия в работе Академии. Никаких объяснений больше не требовалось. „Бывший“ академик Тарле вновь стал академиком Тарле.»[31]
4. ↑  «Е. В. Тарле включил массу зарубежных источников в писавшуюся по жгучим следам войны 1941-45 гг. пристрастную работу „Северная война и шведское нашествие на Россию“. Битва при Лесной изложена академиком широкими мазками и с многочисленными погрешностями»[47].
5. ↑  «И хотя сталинщина нанесла Тарле глубокую психологическую травму, он сумел сохранить себя как большого учёного мирового масштаба, создавая и в эти сложные и трагические времена фундаментальные труды, составляющие и по сей день гордость отечественной исторической науки»[22].
6. ↑  В приложениях содержит перевод Утопии Томаса Мора — по информации из[52]. Карточка книги, по видимому, содержащей это приложение, в РГБ[53].